# 이와나미역
이와나미역(일본어: 岩波駅)은 일본 시즈오카현 스소노시에 있는 도카이 여객철도 고텐바 선의 역이다. 섬식 승강장 1면 2선의 구조를 지닌 지상역이다.

## 타는 곳
| 1 | ■ 고텐바 선 | 하행 | 누마즈 방면        |
| 2 | ■ 고텐바 선 | 상행 | 고텐바 · 고즈 방면 |

## 이용 현황
| 연도     | 하루 평균 승차 인원 | 연도     | 하루 평균 승차 인원 |
| 1993년도 | 1,679               | 2002년도 | 1,425               |
| 1994년도 | 1,641               | 2003년도 | 1,441               |
| 1995년도 | 1,595               | 2004년도 | 1,429               |
| 1996년도 | 1,621               | 2005년도 | 1,473               |
| 1997년도 | 1,517               | 2006년도 | 1,721               |
| 1998년도 | 1,484               | 2007년도 | 1,939               |
| 1999년도 | 1,401               | 2008년도 | 2,117               |
| 2000년도 | 1,404               | 2009년도 | 2,223               |
| 2001년도 | 1,448               | 2010년도 | 2,156               |
| -------- | ------------------- | -------- | ------------------- |

## 역 주변
- 국도 제246호선
- 기세 강
- 간토 자동차공업 히가시후지 공장 · 종합센터

## 역사
- 1911년 5월 1일 : 이와나미 신호소(일본어: 岩浪信号所)로서 개업.
- 1912년 7월 18일 : 이와나미 신호소(일본어: 岩波信号所)로서 개칭.
- 1922년 4월 1일 : 이와나미 신호장(일본어: 岩波信号場으로 변경.
- 1944년 12월 8일 : 후지오카역으로 승격.
- 1987년 4월 1일 : 민영화에 의해, 도카이 여객철도로 이관.

## 인접 정차역
| 도카이 여객철도 고텐바 선 | 도카이 여객철도 고텐바 선 | 도카이 여객철도 고텐바 선 |
| ------------------------- | ------------------------- | ------------------------- |
| 후지오카 고즈 방면        | ■ 고텐바 선               | 스소노 누마즈 방면        |